# Dance Music Now
Dance Music Now är en svensk kortfilm från 2012 i regi av Johan Jonason. Den handlar om en neurotisk sångare under en studioinspelning. Filmen hade premiär vid Göteborg International Film Festival 2012 där den tilldelades priset Startsladden. Den gick upp på bio 6 april 2012 genom Folkets Bio, som del av kortfilmspaketet Svensk Kortfilm c/o Folkets Bio 2012. Vid Guldbaggegalan 2013 tilldelades den Guldbaggen för bästa kortfilm.